# Mycocalia
Mycocalia J.T. Palmer (gniazdniczka) – rodzaj grzybów z rzędu pieczarkowców (Agaricales). W Polsce występuje jeden gatunek.

## Systematyka i nazewnictwo
Pozycja w klasyfikacji według Index Fungorum: Incertae sedis, Agaricales, Agaricomycetidae, Agaricomycetes, Agaricomycotina, Basidiomycota, Fungi.
Polską nazwę nadali Barbara Gumińska i Władysław Wojewoda w 1983 r.
Gatunki:
- Mycocalia aquaphila R. Cruz, L.T. Carmo, M.P. Martín, Gusmão & Baseia 2018
- Mycocalia arundinacea (Velen.) J.T. Palmer 1961
- Mycocalia denudata (Fr. & Nordholm) J.T. Palmer 1961 – gniazdniczka odsłonięta
- Mycocalia duriaeana (Tul. & C. Tul.) J.T. Palmer 1961
- Mycocalia minutissima (J.T. Palmer) J.T. Palmer 1961
- Mycocalia reticulata (Petch) J.T. Palmer 1961
- Mycocalia sphagneti J.T. Palmer 1963

Nazwy naukowe na podstawie Index Fungorum. Nazwy polskie według Władysława Wojewody.